# Vimman IV
Vimman IV, fartyg levererat 1940 som Jan Willem från N.V. Aalsmeer Scheepswerft i Alsmeer i Nederländerna till Bergman Rondvaart N.V. i Amsterdam i Nederländerna. Skrovet är av stål.
| Fartygsdata | Vid leverans från varv | Idag        |
| ----------- | ---------------------- | ----------- |
| Längd öa    | 18,00 meter            | 17,00 meter |
| Bredd       | 4,16 meter             | 4,00 meter  |
| Djupgående  | 1,50 meter             |             |
| Brt/Nrt     | 28/20 ton              | 26/6 ton    |

Fartyget var ursprungligen utrustat med en Kromhout-Gardner dieselmotor. Ursprunglig passagerarkapacitet var 75 passagerare.
Nuvarande passagerarkapacitet är 74 passagerare.

## Historik[1]
- 1940	Fartyget levererades till Bergman Rondvaart N.V. i Nederländerna. Det sattes i sightseeingtrafik i  Amsterdam, 1949 omdöpt till Maarten Tromp.
- 1963.	2 december. Fartyget köptes av AB Sightseeingbåtar i Norrköping, döptes om till Vimman IV och sattes i trafik i Norrköping.
- 1964	Ny huvudmaskin, en Scania Vabis DSI 11 om 205 hk, installerades.
- 1979	Rederi AB Sightseeingbåtar ändrade namn till Kolmårdens Rederi AB och 1982 till Rederi AB Göta Lejon
- 1991	Fartyget köptes av Termar Shipping A/S i Fetsund i Norge, döptes om till See Møve och sattes i trafik på sjön Øyeren vid Oslo, 1994 under rederinamnet Øyeren Båtservice A/S i Fetsund.
- 2003	14 januari. Fartyget köptes av Stockholms Taxiflotta Karlsson & Co HB i Stockholm, döptes om till Aphrodite II och sattes i sightseeingtrafik i  Stockholm.
- 2007	Ny huvudmaskin, en Scania Vabis DSI 11 om 180 hk, installerades. Den ger fartyget  en fart av 10 knop. Maskinen som var begagnad hade tidigare använts i Aphrodite I.
- 2018	Omdöpt till Delfin VIII.